# Abdulkadir Parmak
Abdulkadir Parmak (* 28. Dezember 1994 in Trabzon) ist ein türkischer Fußballspieler, der für Trabzonspor spielt.

## Karriere
Parmak begann mit dem Vereinsfußball in der Nachwuchsabteilung von Trabzon Yenimahallesporund spielte nachfolgend für die Jugendmannschaften von Trabzon Yalıspor und Trabzonspor.
Im Sommer 2013 erhielt er von Trabzonspor zwar einen Profivertrag und wurde anschließend an den Viertligisten Ümraniyespor ausgeliehen. Hier wurde er mit seinem Klub zum Saisonende Meister der TFF 3. Lig und stieg in die TFF 2. Lig auf. Zur Saison 2014/15 wurde Parmak schließlich an den Drittligisten 1461 Trabzon, den Zweitverein von Trabzonspor, ausgeliehen. Am Ende der Saison 2014/15 konnte er mit seinem Verein die Play-offs der Liga gewinnen und damit den direkten Wiederaufstieg erreichen.
Für die Spielzeit 2016/17 lieh ihn der Zweitligist Altınordu Izmir und für die Spielzeit 2017/18 an den Zweitligisten Adana Demirspor. aus.

## Erfolge
Mit Ümraniyespor
- Meister der TFF 3. Lig und Aufstieg in die TFF 2. Lig: 2013/14

Mit 1461 Trabzon
- Play-off-Sieger der TFF 2. Lig und Aufstieg in die TFF 1. Lig: 2014/15